# Joe Smyth
Joseph George "Joe" Smyth (nacido el 22 de mayo de 1929 en Nueva York, Nueva York y fallecido el 10 de junio de 1999) fue un jugador de baloncesto estadounidense que disputó una temporada en la NBA. Con 1,93 metros de estatura, jugaba en la posición de alero.

## Trayectoria deportiva

### Universidad
Jugó en su etapa universitaria con los Purple Eagles de la Universidad de Niágara.

### Profesional
Fue elegido en la trigésimo quinta posición del Draft de la NBA de 1953 por New York Knicks, con los que disputó ocho partidos, en los que promedió 1,9 puntos y 1,3 rebotes por partido. Tra ser cortado, fichó por los Baltimore Bullets, con los que acabó la temporada promediando 3,6 puntos y 2,8 rebotes por encuentro.

## Estadísticas de su carrera en la NBA

### Temporada regular
| Temporada | Edad | Equipo            | Liga | Pos. | P  | TIT | MIN  | TC  | TCA | %TC  | 3P | 3PA | %3P | TL  | TLA | %TL  | R.OF. | R.DEF. | REB | ASIS | ROB | TAP | PER | FP  | PTS |
| 1953-54   | 24   | TOTAL             | NBA  | SF   | 40 |     | 12.4 | 1.2 | 3.5 | .348 |    |     |     | 0.9 | 1.6 | .538 |       |        | 2.5 | 1.2  |     |     |     | 1.3 | 3.3 |
| 1953-54   | 24   | New York Knicks   | NBA  | SF   | 8  |     | 7.4  | 0.6 | 1.9 | .333 |    |     |     | 0.6 | 1.1 | .556 |       |        | 1.3 | 0.3  |     |     |     | 1.0 | 1.9 |
| 1953-54   | 24   | Baltimore Bullets | NBA  | SF   | 32 |     | 13.6 | 1.3 | 3.8 | .350 |    |     |     | 0.9 | 1.8 | .536 |       |        | 2.8 | 1.5  |     |     |     | 1.4 | 3.6 |
| Total     |      |                   | NBA  |      | 40 |     | 12.4 | 1.2 | 3.5 | .348 |    |     |     | 0.9 | 1.6 | .538 |       |        | 2.5 | 1.2  |     |     |     | 1.3 | 3.3 |